# Boramae (métro de Séoul)
Boramae (en coréen : 서울지방병무청역) est une station de correspondance, entre la ligne 7 et la ligne Sillim du métro de Séoul. Elle est située au 466-49 Daebang-dong,, dans l'arrondissement de Dongjak-gu] à Séoul en Corée du Sud.
Ouverte en 2022, la station est desservie par les rames automatiques qui circulent sur la ligne.

## Situation sur le réseau

Plan du réseau (2023)

Établie en souterrain, la station de correspondance Boramae est située : sur la ligne 7 du métro de Séoul, entre la station Sindaebangsamgeori, en direction du terminus nord Jangam, et la station Sinpung, en direction du terminus ouest Seongnam ; et sur la ligne Sillim du métro de Séoul, entre la station Seoul Regional Office of Military Manpower, en direction du terminus nord Saetgang, et la station Parc de Boramae, en direction du terminus sud Gwanaksan.

## Histoire
La station Boramae est mise en service le 1er août 2000, lors de l'ouverture à l'exploitation de la section centrale de la ligne 7 du métro de Séoul, entre Université de Konkuk et Sinpung.
Elle devient une station de correspondance le 28 mai 2022, lors de l'ouverture à l'exploitation des 8,1 km de la Ligne Sillim du métro de Séoul,.

## Services aux voyageurs

### Accès et accueil
Établie au 466-49 Daebang-dong,, la station de correspondance dispose de trois niveaux en sous-sol : au niveau le plus profond se situe la station Sillim avec deux quais latéraux équipés de portes palières, qui encadrent les deux voies de la ligne et en perpendiculaire sur un niveau intermédiaire se situe la station de la ligne 7 avec un quai central, équipé de portes palières, encadré par les deux voies de la ligne. Les deux stations disposent d'ascenseurs, d'escaliers et d'escaliers mécaniques pour rejoindre les deux mezzanines, en relation et au même niveau, qui permettent les correspondances et ou l'on trouve notamment les automates pour l'achat des titres de transport et les tourniquets de contrôle. La station dispose de huit accès/sorties numérotées de 1 à 8. Les accès 1 à 7 disposent d'escaliers pour rejoindre la surface. L'accès n°8, dispoe d'escaliers mécaniques aménagéss pour le handicap. Outre les ascenseurs, la station dispose de toilettes et d'une salle de soin pour les personnes en situation de handicap.

### Desserte

#### Station de la ligne 7
Boramae est desservie par les rames omnibus de la ligne 7.

Installations ligne 7
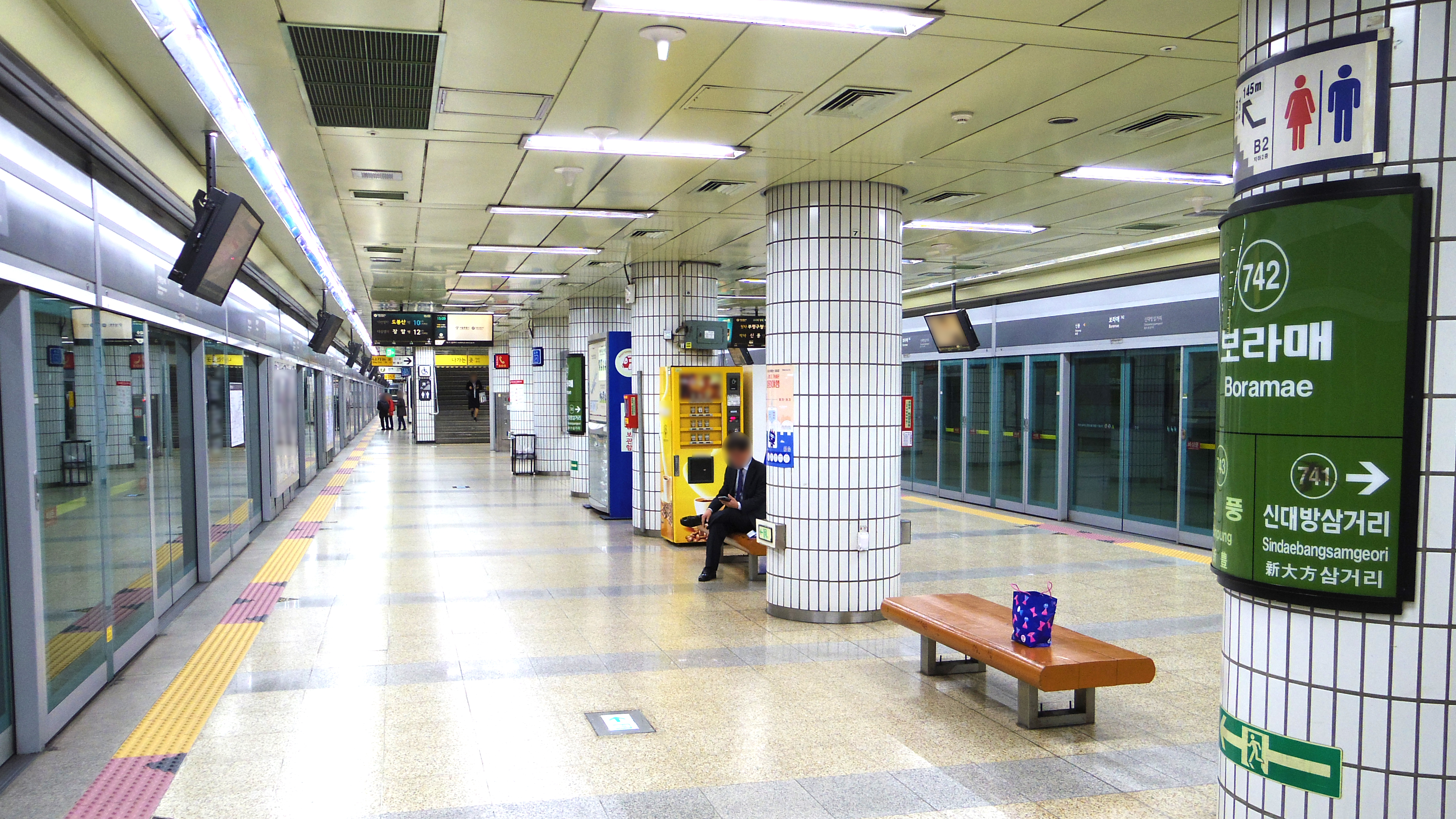
En 2019.
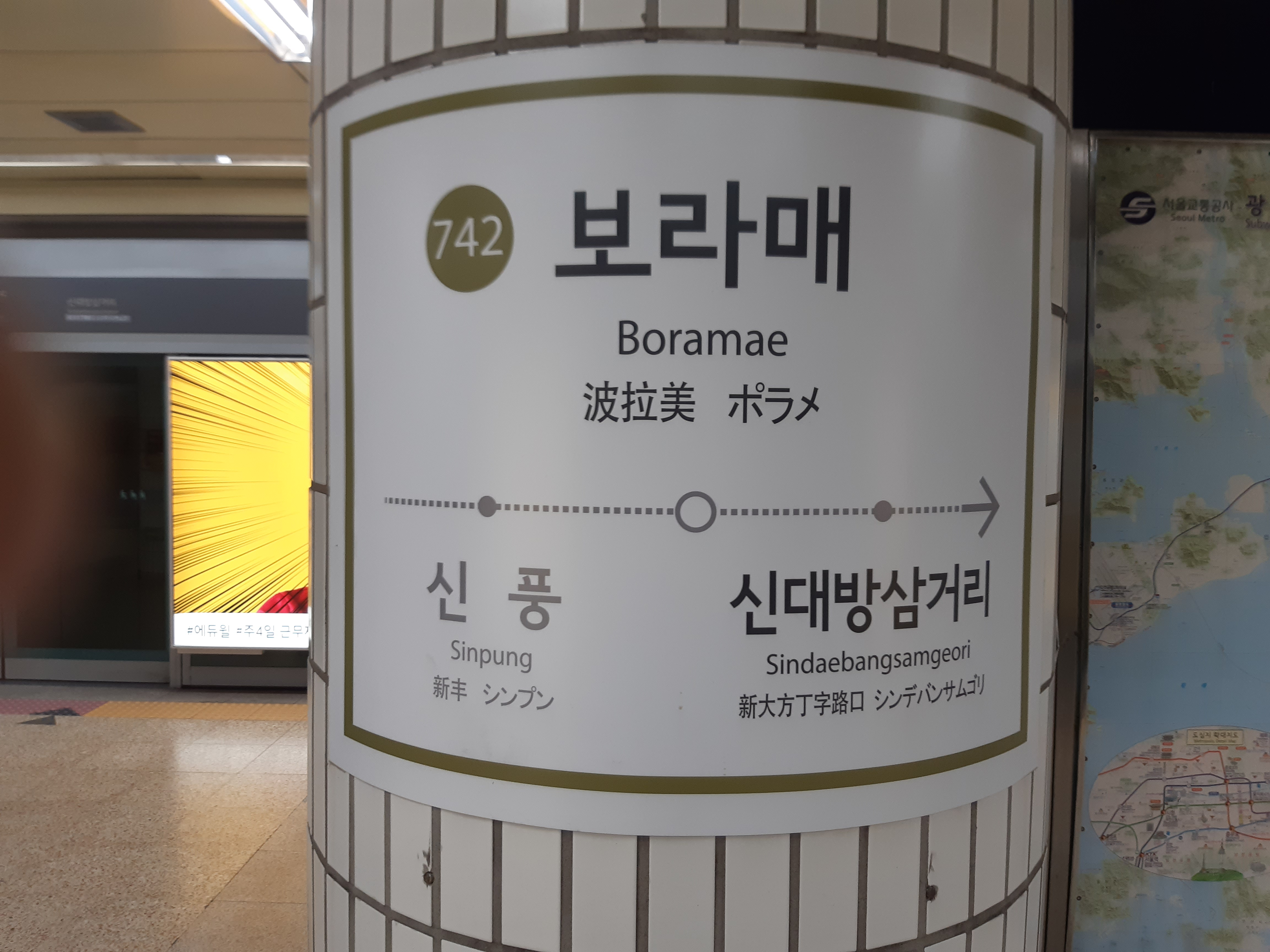
En 2021.
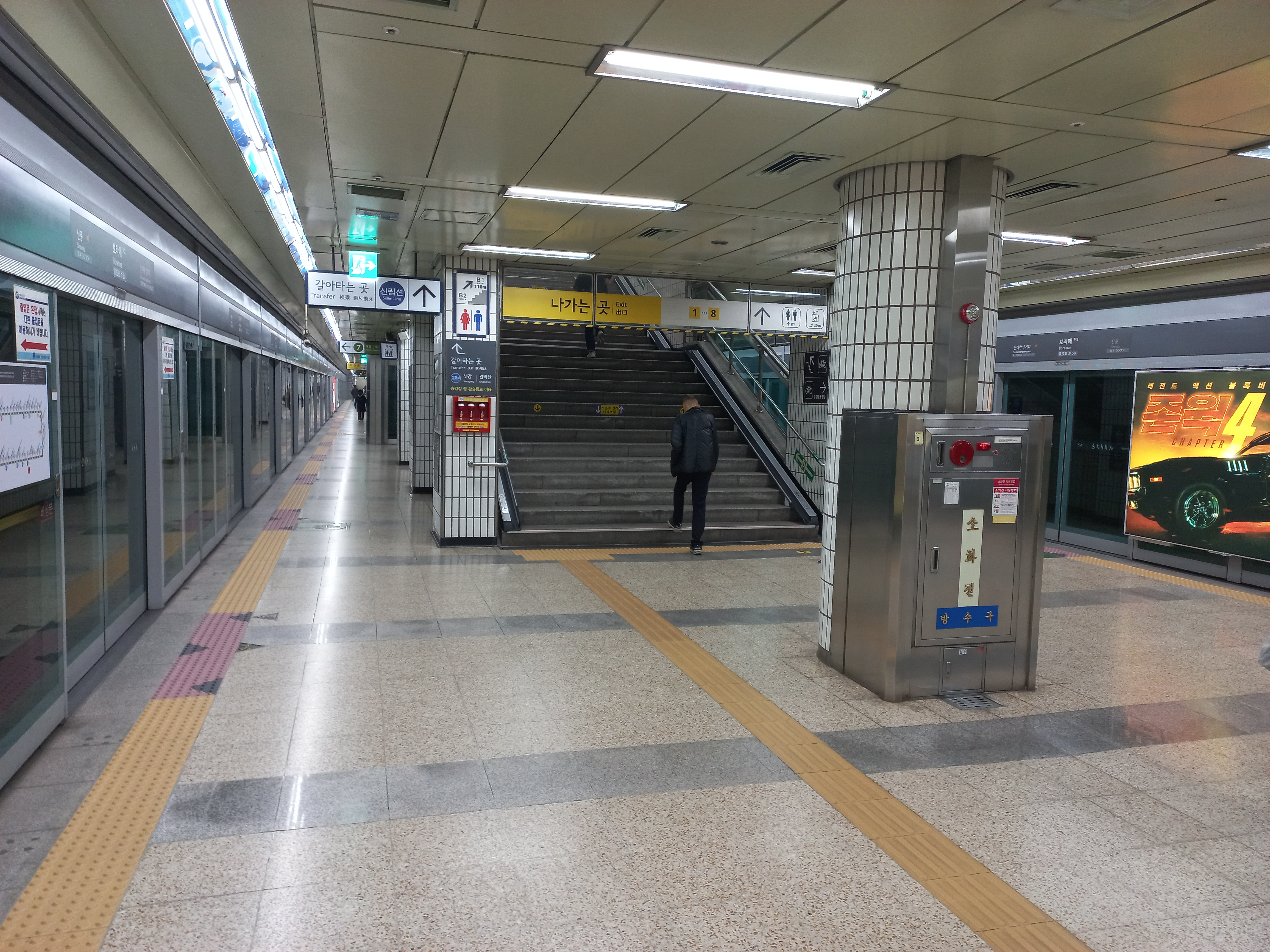
En 2023.

#### Station de la ligne Sillim
Boramae est desservie par les rames automatiques de la ligne Sillim.

Installations ligne Sillim
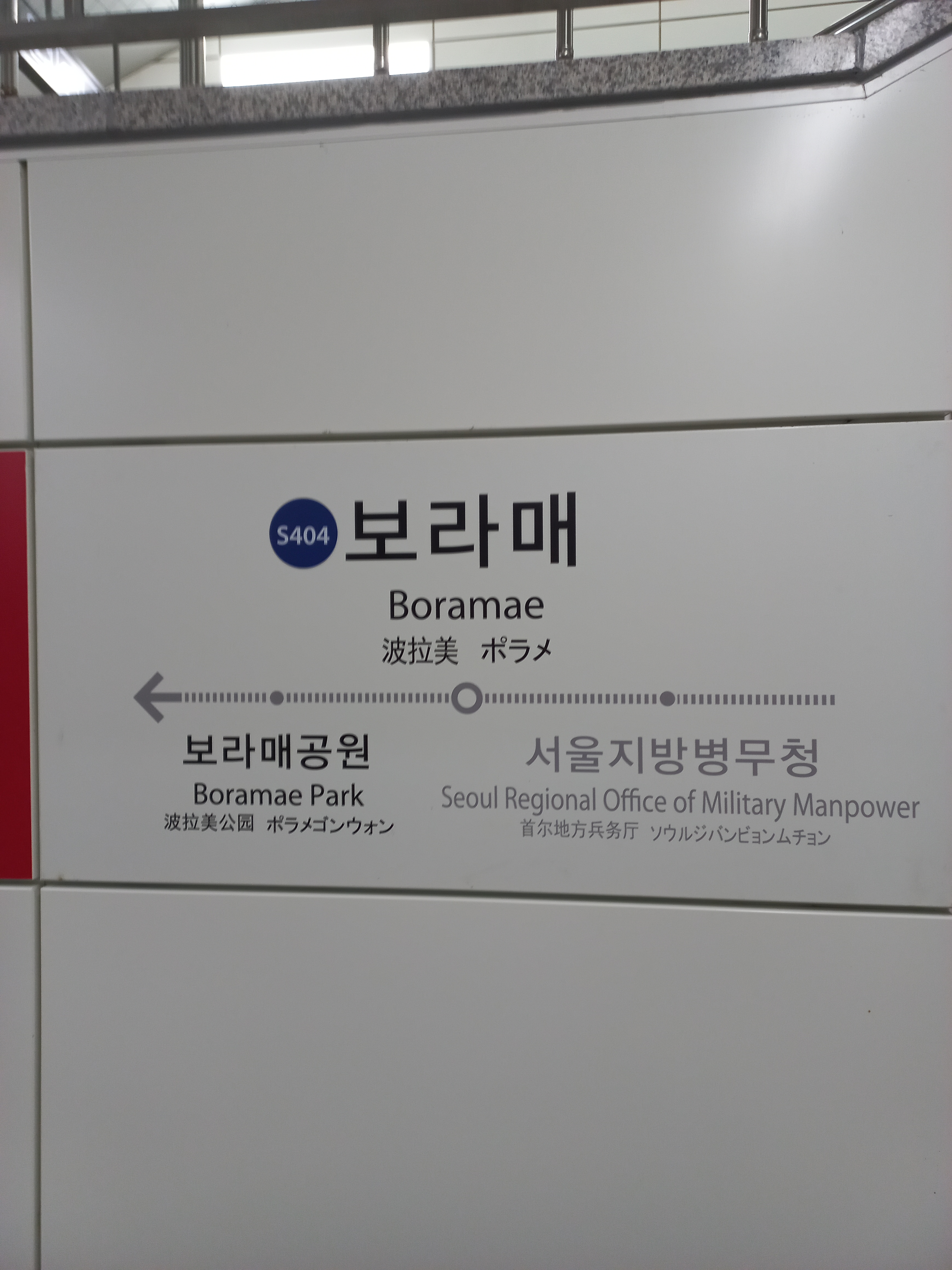
En 2022.
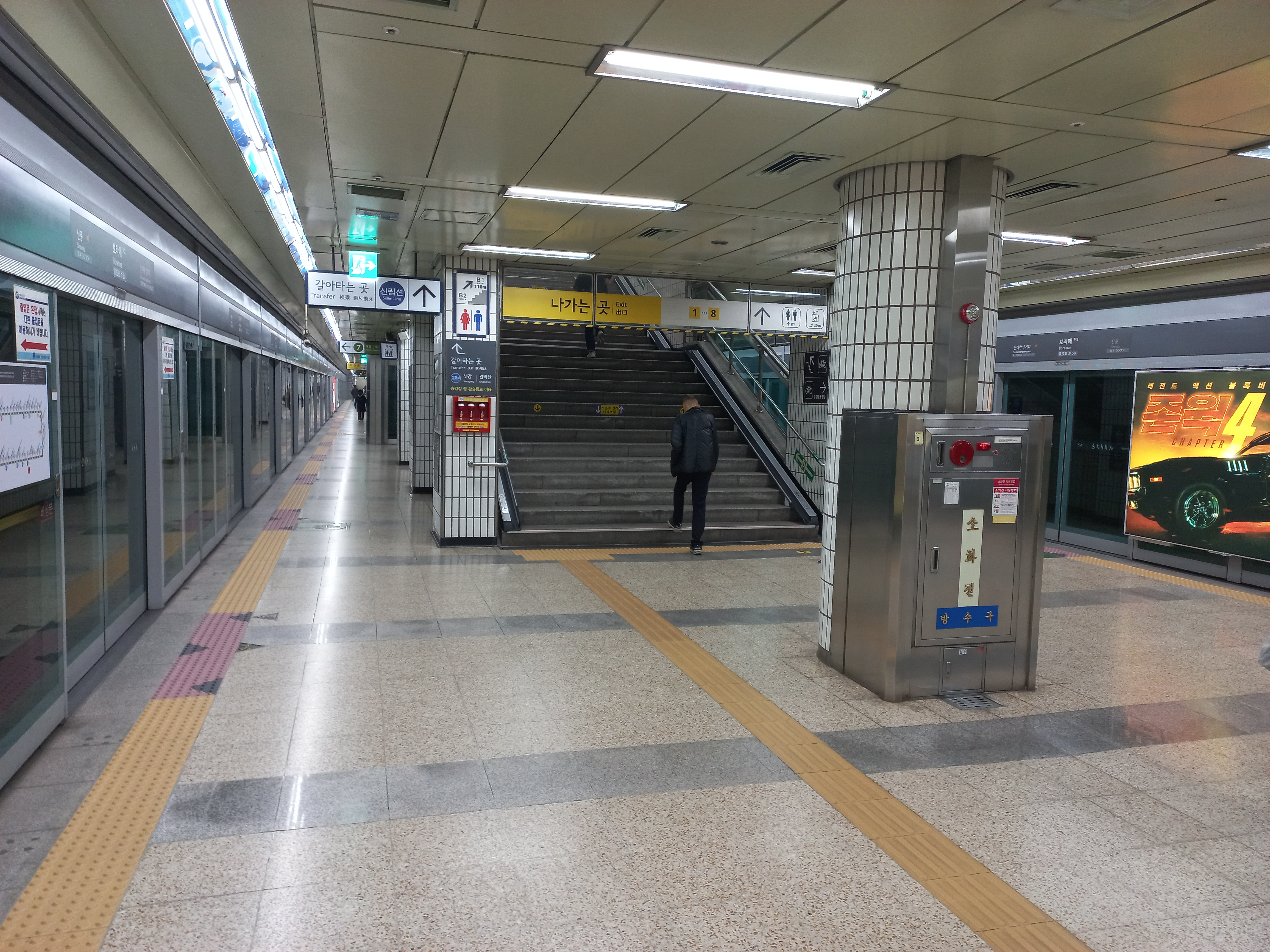
En 2022.

### Intermodalité
Des arrêts de bus urbains sont situés à proximité de certains accès.

## À proximité
À proximité, notamment la nouvelle ville de Miraesin-gil.